# Receptor decoy 3

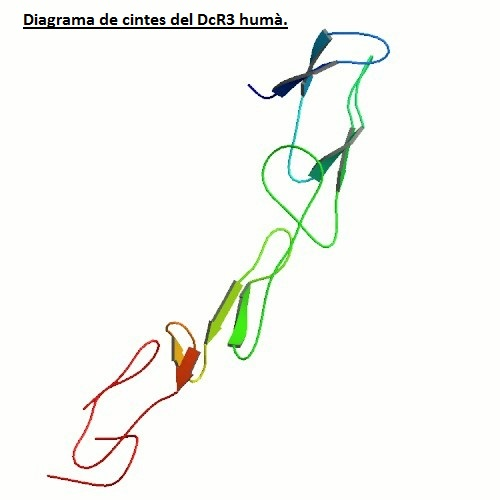

El Receptor decoy 3 (DcR3, per les seves sigles en anglès (Decoy Receptor 3), també conegut com a membre 6B de la superfamília de receptors dels factors de necrosis tumoral (TNFRSF6B), TR6 i M68, és una proteïna soluble pertanyent a la superfamília de receptors de factors de necrosis tumoral (TNF, per les seves sigles en anglès (Tumor Necrosis Factor) i neutralitza tres lligands TNF diferents, inhibint l'apoptosi induïda per aquests.
| Receptor Decoy 3         | Receptor Decoy 3                                                           |
| ------------------------ | -------------------------------------------------------------------------- |
| Nom complet              | Membre 6B de la superfamília de receptors dels factors de necrosis tumoral |
| Símbol oficial           | TNFRSF6B                                                                   |
| Altres símbols           | DCR3, DJ583P15.1.1, M68, M68E, TR6                                         |
| Biomolècula              | Proteïna                                                                   |
| Identificador taxonòmic  | 9606 [NCBI]                                                                |
| Localització cromosòmica | 20q13.33                                                                   |
| Pes molecular            | 33 kD                                                                      |
| Nombre d'aminoàcids      | 300                                                                        |

## Descobriment
El DcR3 va ser identificat el 1998 a través de la recerca de gens homòlegs a la superfamília de gens TNFR en la base de dades de marques de seqüències expressades (EST, per les seves sigles en anglès Expressed Sequence Tag).

## Estructura
El marc obert de lectura de la TNFRSF6B codifica 300 aminoàcids amb una seqüència senyal de 29 residus i quatre repeticions riques en cisteïna. S'han observat per aquest gen dues variants de transcripció que donen lloc a la mateixa isoforma, però que difereixen en el 5' UTR.
Generalment, els lligands TNF són homotrimèrics (és a dir, que estan formats per tres unitats idèntiques de polipètids) i són proteïnes de membrana de tipus II amb dominis extracel·lulars que adopten una estructura β-laminar en forma de barril (jelly roll en anglès). Aquests dominis extracel·lulars (també anomenats ectodominis) són elongacions proteiques de tipus I que contenen repeticions de dominis rics en cisteïnes; aquests, s'uneixen als solcs que es formen entre els monòmers adjacents d'un lligand.
Al contrari que la majoria dels altres membres de la família de receptors de TNF (també conegut com a TNFR per les seves sigles en anglès (Tumoral Necrosis Factor Receptor)), el gen del DcR3 no codifica cap proteïna transmembranal o citoplasmàtica, sinó que és secretada.
És allargada i està composta per quatre CRDs: entre la CRD2 i CRD3 hi ha certa flexibilitat (independentment de si ja ha establit algun enllaç amb el lligand), fet que permet un moviment tangencial en alguns casos amb el lligand, com per exemple amb el TL1A. A més, les estructures del CRD3 i el CRD4 són bastant dinàmiques, però sense gaire o fins i tot gens densitat electrònica; i a les dues els manquen els ponts disulfur característics en els dominis de cisteïna convencionals.

## Funció
Aquesta proteïna pertany a la superfamília de receptors de TNF. La majoria de lligands TNF s'uneixen a aquests receptors específics, donant lloc a respostes biològiques importants, que van des de la proliferació fins l'apoptosi.
El DcR3 concretament, actua com a receptor esquer que competeix per unir-se amb el lligand amb receptors que codifiquen la mort cel·lular. Aquesta proteïna, codificada té un paper regulador a l'hora de suprimir les ordres de mort cel·lular i activació de les cèl·lules T mediades per FasL i LIGHT, així com indueix l'angiogènesi a través de la neutralització del TL1A. La sobreexpressió d'aquest gen ha estat identificada en diversos tumors, com per exemple els tumors del tracte gastrointestinal, i està localitzat en un grup ric en gens en el cromosoma 20, juntament amb altres gens potencialment relacionats amb el càncer i malalties autoimmunitàries.

## Interaccions
El DcR3 s'uneix d'una manera única als següents lligands, que dirigeixen diferents i crítiques respostes immunitàries:
- LIGHT (TNFSF14)[2][8][9]
- Fas (FasR)[1][2][9]
- TL1A

### Interacció amb LIGHT

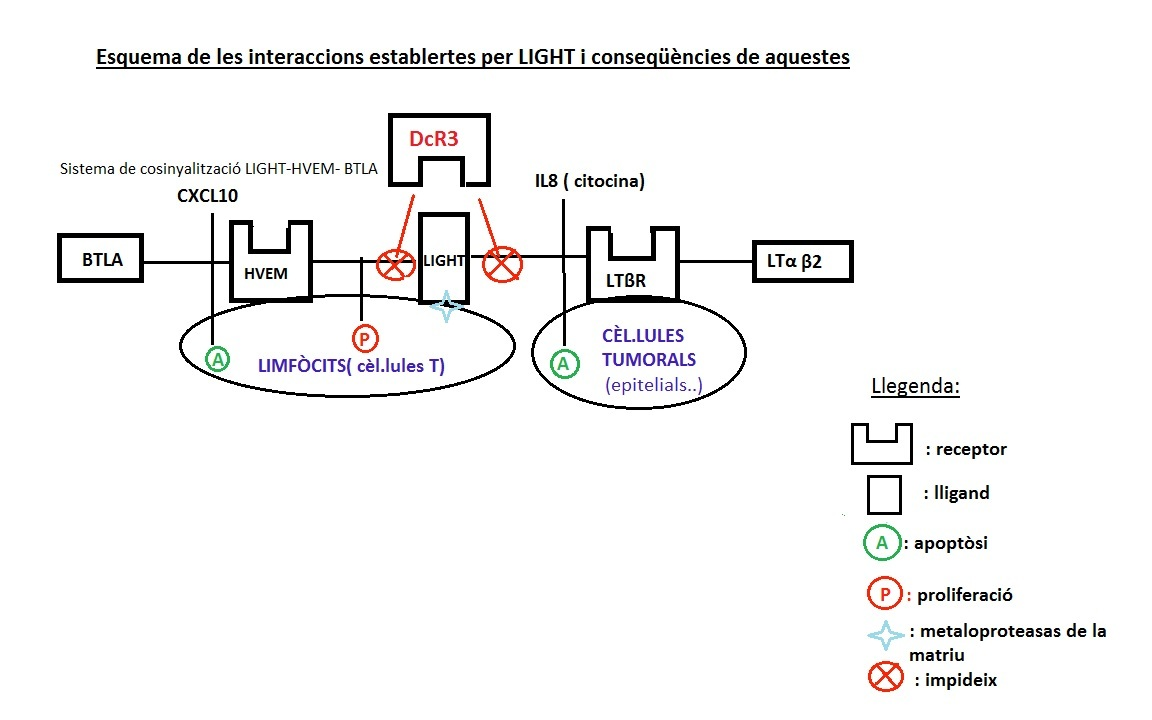
LIGHT es pot unir amb HVEM i LTbR provocant la proliferació de limfòcits i l'apoptosi de cèl·lules tumorals. La unió de DcR3 amb LIGHT bloqueja aquestes vies de senyalització

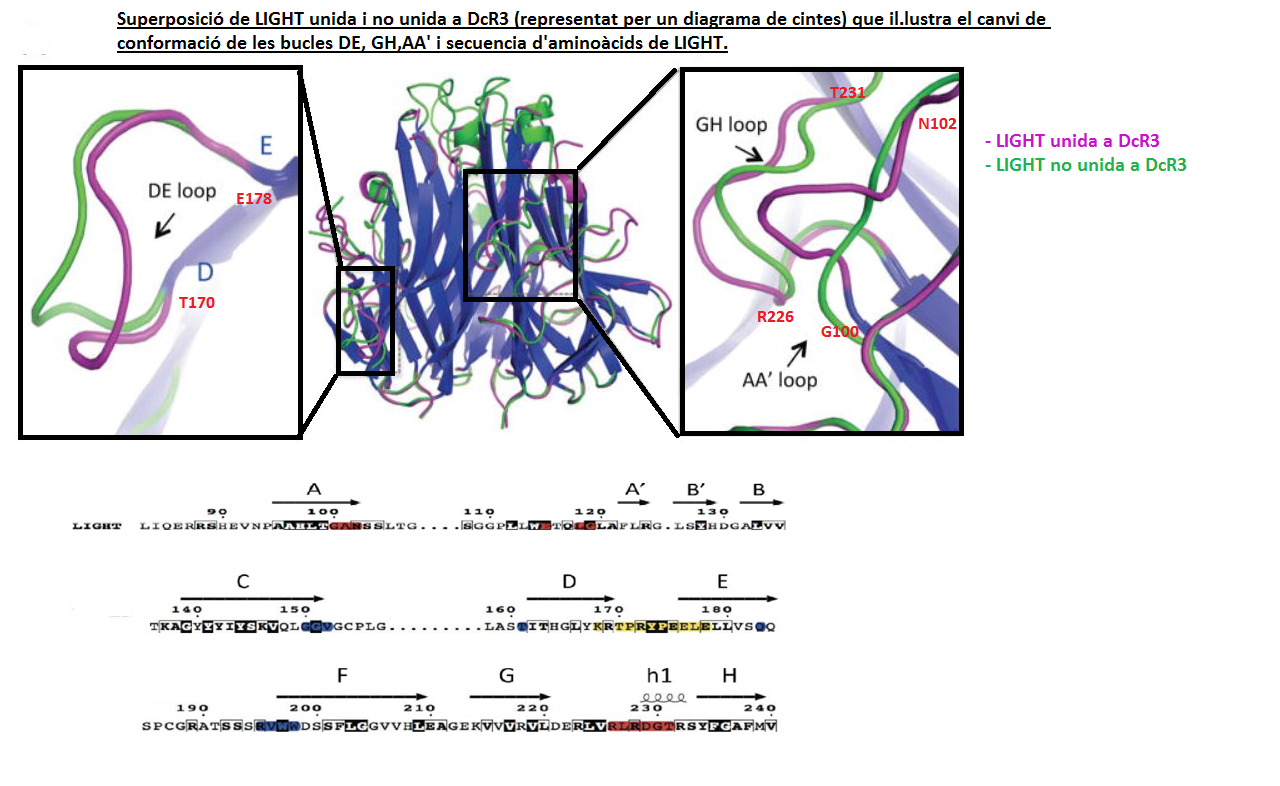
Dues molècules de LIGHT: la verda correspon a LIGHT quan no està unida a DcR3 i la violeta, quan està unida a DcR3. A cada banda es veu un zoom dels bucles DE, GH i AA'. LIGHT experimenta canvis conformacionals principalment en els aminoàcids senyalats. Prové de la revista Structure.

LIGHT (per les seves sigles Lymphotoxin, exhibits Inducible expression and competes with HSV Glycoprotein D for Herpesvirus entry mediator, a receptor expressed on T cells), pertany a la família TNF i es pot unir amb 3 TNFR: HVEM (HerpersVirus Entry Mediator) , LTβR (Lymphotoxin beta Receptor) i DcR3.
En humans, DcR3 funciona com un receptor “decoy”  per LIGHT, ja que, al unir-se a aquesta, la neutralitza i impedeix la transmissió dels senyals que es duien a terme per la unió amb HVEM (expressat en la superfície dels limfòcits) i LTβR (expressat en cèl·lules epitelials, de l'estroma i mieloides però no en els limfòcits). Així doncs, per una banda, degut a la inhibició de la unió de LIGHT amb HVEM, disminueix la producció de citocina inflamatòria (CXCL10) i la proliferació de cèl·lules T, provocant un desequilibri entre el senyal de coestimulació de cèl·lules T per LIGHT-HVEM i el senyal de coinhibició per la unió de l'atenuador de limfòcits B i T (BTLA) amb HVEM. El fet que reuneixi aquestes dos senyals fa que el sistema LIGHT-HVEM-BTLA sigui d'interès terapèutic (creació de fàrmacs contra trastorns autoimmunitaris inflamatoris). Per altra banda, la inhibició de la unió de LIGHT amb LTβR evita l'alliberació de la citocina interleukina 8 (responsable de la inflamació) i evita l'apoptosi (mort cel·lular) de cèl·lules tumorals que expressen a la vegada els receptors LTβR i HVEM.
Estructuralment, LIGHT té forma de barril beta: la làmina beta interior està formada per la cadena A’AHCF (residus hidrofòbics) i l'exterior per B′BGDE (residus polars). La superfície d'unió de la LIGHT es divideix en una regió inferior (situada a prop de la membrana plasmàtica) que s'uneix al domini CRD2 del DcR3 gràcies a las bucles de AA′, DE i GH mitjançant interaccions polars i una regió superior (situada a distància de la membrana plasmàtica) que s'uneix al CRD3 del DcR3 gràcies a las bucles CD i EF mitjançant interaccions hidrofòbiques. Aquests bucles flexibles canvien de conformació en unir-se al DcR3 (essent els canvis majors de l'aminoàcid T170-E178 del bucle DE, G100-N102 en AA′ i R226-T231 en GH).
Cada DcR3 contacta la superfície formada entre dues molècules de LIGHT (interfície d'interacció “cis”) formant-se un assemblatge hexamèric amb estequiometria 3:3 LIGHT: DcR3. Encara que és inusual, el complex LIGHT: DcR3 també pot estar format per dos d'aquests hetero-hexàmers entrellaçats. Està estabilitzat per interaccions “trans” entre CRD4 del DcR3 i els bucles AA’ i DE de LIGHT.

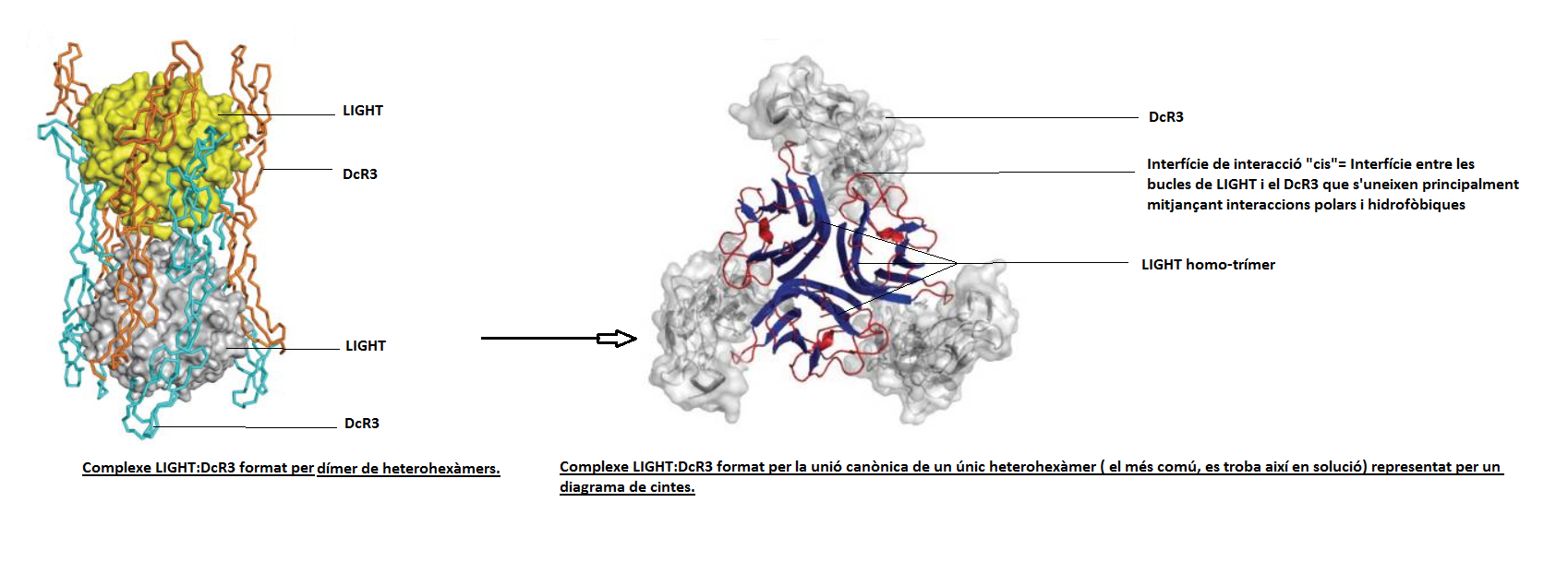
Dímer de heterohexàmers que forman el complex cristalí amb estequiometria 3:3 DcR3-LIGHT(esquerra)o per un únic heterohexàmer (dreta). Prové de Structure.

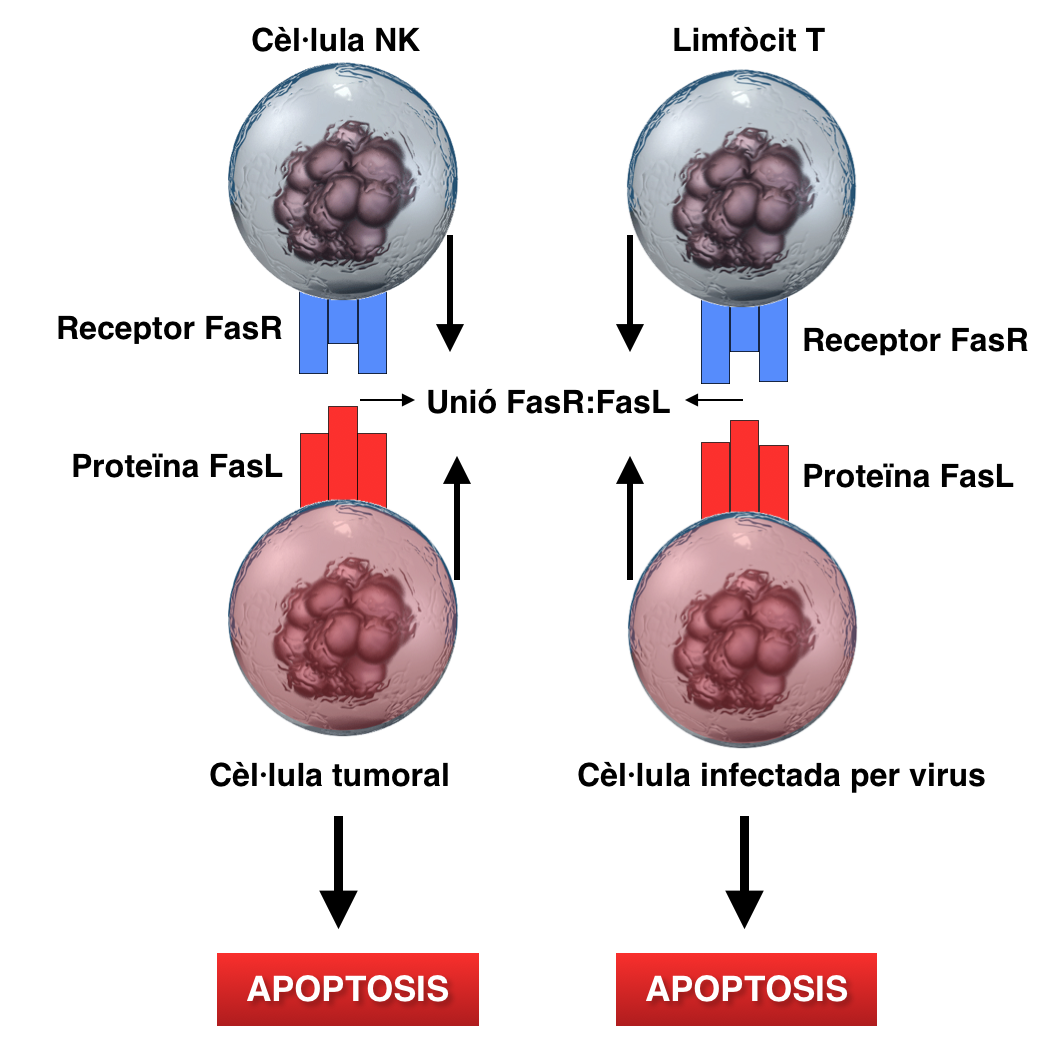
Esquema del procediment de l'apoptosi a escala cel·lular. A l'esquerra s'observa que la unió del FasR d'una cèl·lula NK amb el FasL d'una cèl·lula tumoral causa l'apoptosi d'aquesta, i a la dreta el mateix procediment amb el limfòcit T i una cèl·lula infectada per a un virus. Extret de Oxford Journals.

### Interacció amb FasR
DcR3 interacciona amb el receptor FasR amb la finalitat d'inhibir l'apoptosi cel·lular en certes ocasions.
FasR és un receptor de membrana present principalment als limfòcits T i a les cèl·lules “Natural Killer” (NK). El FasL és una proteïna que s'uneix al receptor FasR, aquest fet indueix a l'apoptosi cel·lular. Aquest mecanisme és molt útil tant pels limfòcits T com per les cèl·lules NK. Aquestes cèl·lules són encarregades de detectar altres cèl·lules que són perjudicials per a l'organisme, com per exemple cèl·lules infectades per virus o bé cèl·lules tumorals. Un cop produïda aquesta interacció, es produeix l'apoptosi d'aquestes cèl·lules perjudicials. La unió FasR:FasL atrau a una proteïna adaptadora anomenada FADD (Fas-Associated proteïn with Death Domain) que actua com a pont per unir FasR:FasL amb una altra proteïna, la procaspasa-8. Aquesta experimenta una activació autocatalítica, i conseqüentment es produeix l'apoptosi cel·lular.
Però aquest procés a vegades es veu interromput a causa de molècules amb estructures molt semblants a FasL, com per exemple DcR3. DcR3 presenta una elevada similitud a FasL, a excepció de certs dominis clau pel procés d'apoptosi descrit anteriorment, els quals no són presents a DcR3. Aquest elevat grau de similitud li permet unir-se al receptor FasR, degut a la seva afinitat, però la manca d'aquests dominis li impedeix desenvolupar el procés mencionat d'apoptosis. D'aquesta manera, DcR3 impedeix la via d'apoptosis del lligam FasR:FasL. Com a conseqüència d'aquesta inhibició de l'apoptosi, ni els limfòcits T ni les cèl·lules NK són capaces de degradar cèl·lules perjudicials pel nostre organisme.

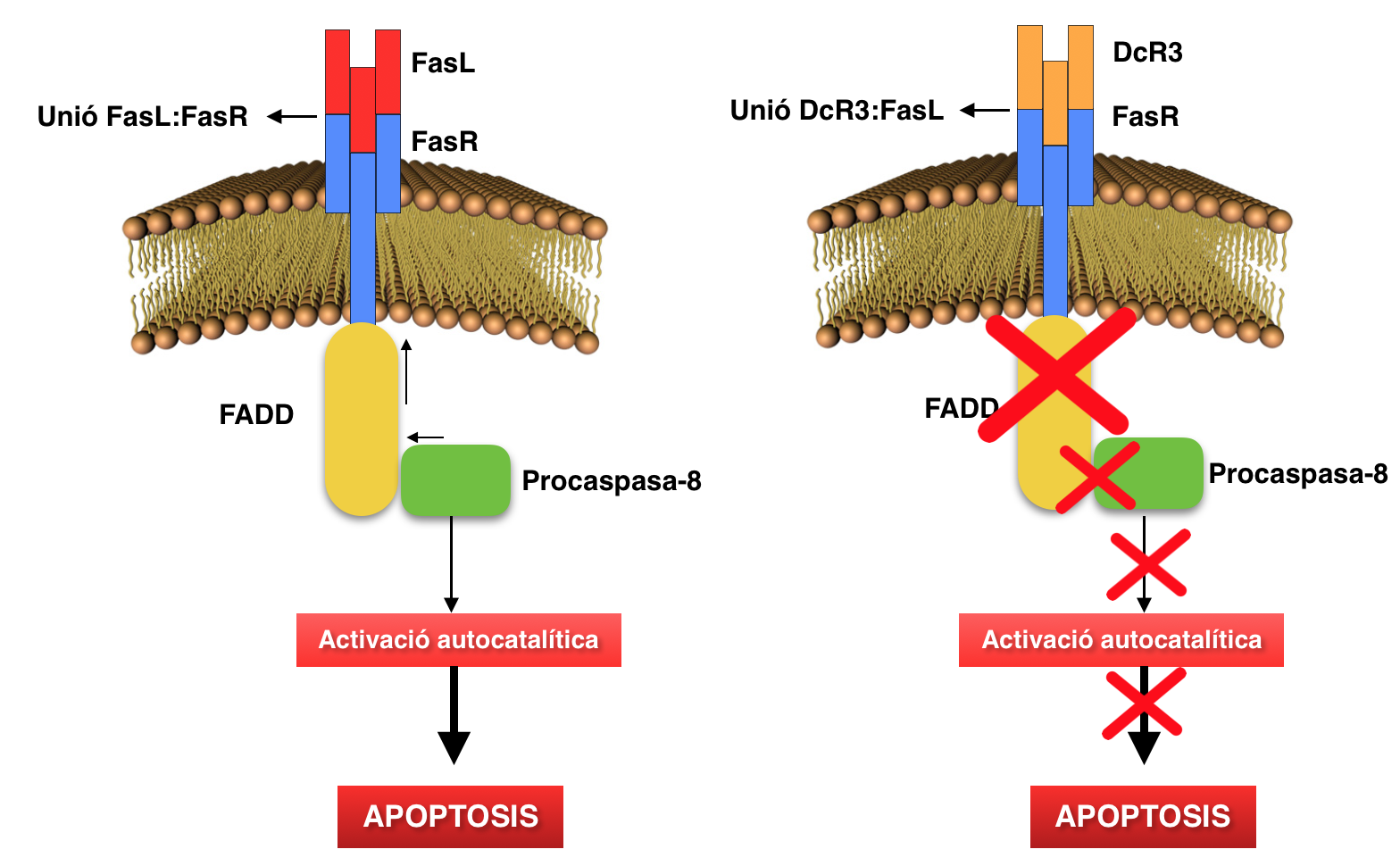
Esquema comparatiu del procés d'apoptosis normal sense presència de DcR3 (a l'esquerra) i del procés amb presència de DcR3 (a la dreta). Extret de UniOvi.

### Interacció amb TL1A
El TL1A és una proteïna membre de la família TNF estructurada en un domini en forma de barril compost per dues làmines β formades per les cadenes A'AHCF i B'BGDE. Aquesta proteïna que actua com a lligand té una estructura molt similar a la de FasL i LIGHT, i es caracteritza per una formació molt compacta de 3 subunitats idèntiques en forma de campana invertida. El DcR3 s'uneix al TL1A d'una manera molt similar a la unió entre el lligand TNF i el seu receptor (que en el cas del TL1A és el DR3): el receptor decoy 3 s'uneix al lligand a través dels solcs que es formen entre 2 mateixes subunitats del lligand. Després d'aquesta unió, el TL1A no pateix una modificació en l'estructura terciària o quaternària significativa.
Un aspecte en el qual es diferencia la unió TL1A:DcR3 de lligand TNF:receptor TNF és la interacció del DcR3 amb àtoms que no varien localitzats en la meitat de la membrana proximal del TL1A. Aquesta diferència en la interacció permet que el DcR3 pugui reconèixer i neutralitzar diferents membres de la família TNF.
El TL1A s'expressa en cèl·lules presentadores d'antígens i s'uneix al seu receptor específic, el DR3, expressat en limfòcits T activades. Aquesta unió promou la proliferació de les cèl·lules T, raó per la qual aquest lligand és essencial en el desenvolupament de diverses malalties inflamatòries (com ara la malaltia de Crohn). Es creu que la inhibició de les vies relacionades amb el TL1A podria ser un bon tractament per a aquestes malalties autoimmunitàries. També, com que el TL1A indueix la apoptosi en les cèl·lules endotelials vasculars, la seva neutralització promou la neovascularització i el creixement dels tumors. És per això que els antagonistes del DcR3 podrien ser utilitzats com a noves teràpies pel càncer. (Veure apartat de la relació amb el càncer) 

## Relació amb el càncer
Els membres de la família dels TNFR, arbitren processos biològics pleiotròpics des de la divisió i proliferació cel·lular fins a la supervivència cel·lular i la mort cel·lular programada. Tenen un paper determinant en la tumorigenesis, la remodelació de teixits, i la regulació de processos inflamatoris immunològics.
Un subgrup dels TNFR, actua predominantment en la inducció de l'apoptosi: la unió d'un lligand a aquest grup resulta en l'oligomerització del receptor, la formació d'un complex d'adaptació, l'activació de les caspases i,finalment, la mort cel·lular per la mateixa apoptosi.
La sobreexpressió de la DcR3 s'ha trobat en molts tumors malignes mentre que en pacients sans, no ha estat detectada. La DcR3 regula l'activitat i divisió de les cèl·lules immunològiques i, a més, el procés d'apoptosi. Així doncs, la Dc3R pot estar involucrada en la invasió i la metàstasi de les cèl·lules tumorals.
Hi ha, almenys, 5 possibles mecanismes específics involucrats.
- Primer, la DcR3 pot actuar com un “functional FasL decoy receptor” que pot annexionar-se al lligand Fas (FasL) i inhibir la mort cel·lular.[1][27]
- En segon lloc, la DcR3 promou la proliferació cel·lular atenuant la resposta de les cèl·lules T-helper1 (Th1) i suprimint la immunitat cel·lular.[28][29]
- Tercer, la DcR3.Fc (la proteïna DcR3 fusionada amb la immunoglobulina Fc) és capaç de modular l'expressió d'uns quants macròfags que actuen com marcadors, incloent-hi CD14, CD16, CD64 i la HLA-DR, la qual cosa indica que la DcR3.Fc pot tenir potents efectes supressors en l'atenuació del sistema immunitari hoste.[30]
- En quart lloc, la DcR3 pot inhibir el factor estromàtic de quimiotaxis de limfòcits T, reduint així l'organització de la infiltració de limfòcits CD4 + i CD8 + T.[31]
- I, finalment, la DcR3 indueix l'apoptosi de les cèl·lules dendrítiques (DC)  activant la PKC-delta i la JNK, i després regula positivament la DR5 per reclutar el "Fas-Associated protein with Death Domain" (FADD) per tal de propagar els senyals apoptòtics.[32]

## Aplicació de la teràpia gènica per la inhibició de DcR3: tractament contra el càncer
La teràpia gènica és molt interessant per lluitar contra el càncer, ja que és molt eficaç, específica i hi ha una mínima resistència als fàrmacs a diferència de las teràpies actuals (quimioteràpia, radioteràpia...) amb efectes tòxics i secundaris.
Un exemple d'aquesta és la ARN d'intereferència (ARNi) que és mediada per petits ARN d'interferència (siRNAs) (també es pot utilitzar petit ARN llaç o shRNA). Quan els siRNAs són reconeguts pel complex RISC (RNA-induced silencing complex), aquest s'activa i pot llavors reconèixer l'ARNm diana per complementarietat de la seqüència de nucleòtids i tallar-lo en dues meitats, destruint-lo. Això impedeix la traducció de la proteïna codificada per aquest ARNm. Malgrat que la transfecció d'un siRNA exogen pot ser complicada, especialment en cèl·lues que es divideixen molt ràpidament, es pot inserir en un vector (plasmidi, etc..), que l'expressi juntament. Aquest mètode pot inhibir la sobreexpressió del gen (i proteïna) DcR3 en el càncer.
Malgrat la seva utilitat, la teràpia basada en siRNA i shRNA presenta bastants reptes com evitar els efectes no específics i l'activació de la resposta immunitària innata contra la teràpia.